# Pyrola dahurica
Pyrola dahurica är en ljungväxtart som först beskrevs av Heinrich Andres, och fick sitt nu gällande namn av Vladimir Leontjevitj Komarov. Pyrola dahurica ingår i släktet pyrolor, och familjen ljungväxter. Inga underarter finns listade i Catalogue of Life.